# مسائل محیط زیستی در کانادا
مسائل زیست‌محیطی در کانادا شامل تأثیرات تغییر اقلیم، آلودگی هوا و آب، معدن‌کاری، قطع درختان و تخریب زیستگاه‌های طبیعی می‌شود. کانادا به عنوان یکی از بزرگ‌ترین تولیدکنندگان گازهای گلخانه‌ای در جهان، این پتانسیل را دارد که با سیاست‌های زیست‌محیطی و تلاش‌های حفاظتی خود، در مهار تغییرات اقلیمی مشارکت کند.

## ذوب شدن قطب شمال
دانشمندان در سراسر جهان از قبل متوجه کاهش شدید پوشش یخی دریای قطب شمال کانادا، به ویژه در طول تابستان، شده‌اند. آب شدن این یخ‌ها منجر به اختلال در گردش آب اقیانوس‌ها و تغییرات آب و هوایی و اقلیمی در سراسر جهان می‌شود. گزارش تغییرات اقلیمی کانادا در سال ۲۰۱۹ که توسط دانشمندانی از موسسات سراسر جهان نوشته شده است، بیان می‌کند که تأثیرات تغییرات اقلیمی بر کانادای آتلانتیک بسیار متنوع خواهد بود. یکی از تأثیرات این است که یخ دریا نازک‌تر می‌شود و همچنین برای دوره‌های بسیار کوتاه‌تری از سال تشکیل خواهد شد. و با کاهش یخ دریا نسبت به آنچه که منطقه معمولاً اکنون دریافت می‌کند، فصل‌های موج شدیدتر خواهند شد. کانادای آتلانتیک شاهد افزایش نسبی سطح دریا در همه جا خواهد بود - افزایشی که تخمین زده می‌شود تا سال ۲۱۰۰، ۷۵ تا ۱۰۰ سانتی‌متر باشد. دانشمندان همچنین پیش‌بینی می‌کنند که حتی اگر انتشار گازهای گلخانه‌ای کاهش یابد، انتظار می‌رود طی ۲۰ تا ۳۰ سال آینده، ۲۰ سانتی‌متر به سطح آب دریاها افزوده شود. مطالعات ناسا همچنین نشان داده است که یک جریان اقیانوسی بزرگ در قطب شمال به دلیل ذوب سریع یخ‌ها سریع‌تر و متلاطم‌تر شده و تعادل ظریف محیط قطب شمال را با هجوم آب شیرین مختل کرده است. با گرم شدن اقیانوس و حرکت آب‌های نیمه‌گرمسیری به سمت شمال، اقیانوس گرم‌تر و شورتر خواهد شد و از آنجایی که آب گرم‌تر اکسیژن کمتری نسبت به آب سردتر در خود نگه می‌دارد، اکوسیستم‌های دریایی می‌توانند به دلیل این سطح اکسیژن پایین‌تر، آسیب ببینند و پایداری کمتری داشته باشند. در مجله ساینس که در مارس ۲۰۱۹ منتشر شد، توضیح داده شده است که آب‌های گرم‌تر می‌توانند در واقع ذخایر ماهی را در مناطق خاصی مانند هالیبوت که در سواحل نیوفاندلند و لابرادور و گرینلند یافت می‌شود، افزایش دهند، اما گونه‌های دیگری مانند ماهی کاد اقیانوس اطلس و ماهی تن آلباکور ممکن است نتوانند به خوبی با این شرایط کنار بیایند.

## آتش‌سوزی‌های جنگلی
آتش‌سوزی‌های جنگلی یک نگرانی عمده در کانادا هستند و به‌طور متوسط سالانه بیش از ۷۰۰۰ آتش‌سوزی جنگلی در کانادا رخ می‌دهد. از سال ۱۹۹۰، این آتش‌سوزی‌ها در سراسر کانادا تقریباً به‌طور متوسط سالانه ۲٫۵ میلیون هکتار را سوزانده‌اند. آتش‌سوزی‌های جنگلی یک فاجعه طبیعی مکرر در کانادا هستند که به دلیل تغییرات اقلیمی و سایر عوامل انسانی تشدید می‌شوند. اوضاع در طول سال‌ها بدتر شده است، به طوری که سال ۲۰۲۳ فصلی به ویژه ویرانگر از آتش‌سوزی‌های جنگلی را رقم زد. آتش‌سوزی‌های جنگلی منجر به تخلیه گسترده مناطق مسکونی شد و ده‌ها هزار نفر از خانه‌های خود آواره شدند. در بریتیش کلمبیا، حدود ۳۵۰۰۰ نفر تحت دستور تخلیه قرار گرفتند و بیش از ۳۰۰۰۰ نفر به دلیل آتش‌سوزی‌های شدید در وضعیت هشدار تخلیه قرار گرفتند. این آتش‌سوزی‌های جنگلی همچنین خسارات قابل توجهی به اموال و زیرساخت‌ها وارد کردند و نزدیک به ۲۰۰ خانه و سازه را در کلونا، بریتیش کلمبیا ویران کردند. دولت فدرال کانادا به همراه مقامات استانی، اقدامات متعددی را برای مقابله با آتش‌سوزی‌ها و کاهش اثرات آنها آغاز کرده‌اند. این شامل اعزام ارتش به مناطق آسیب‌دیده، اعمال محدودیت‌های مسافرتی و درخواست کمک‌های بین‌المللی بود.

## خطوط لوله
مسئله زیست‌محیطی خطوط لوله در کانادا یک نگرانی پیچیده و چندوجهی است که شامل تأثیرات بالقوه بر اکوسیستم‌های طبیعی و جوامع انسانی می‌شود. افکار عمومی در کانادا، مخالفت قابل توجهی را با دخالت مالی دولت در خطوط لوله نفت نشان می‌دهد. بسیاری از کانادایی‌ها با کاهش چند میلیارد دلاری ارزش سهام خط لوله نفت ترانس مانتین توسط دولت فدرال مخالف بودند. علاوه بر این، دولت‌های کانادا در چند سال گذشته بیش از ۲۳ میلیارد دلار کانادا به خطوط لوله نفت و گاز اختصاص داده‌اند. این حمایت مالی با هدف تقویت اقتصاد انجام شد، اما منتقدان اغلب استدلال می‌کنند که این امر با افزایش احتمالی انتشار کربن، تلاش‌های کانادا برای بهبود محیط زیست را تضعیف می‌کند. از نظر اقتصادی، خط لوله جدید هنوز به عنوان یک مورد قوی عمل می‌کند و به گشودن بازارهای جدیدتر برای تولیدکنندگان کانادایی کمک می‌کند.
سازمان تنظیم مقررات انرژی کانادا حدود ۱۰٪ (۷۳۰۰۰) را کنترل می‌کند. کیلومتر) از خطوط لوله در کانادا، قانون ایمنی خطوط لوله آنها، به عنوان یک واکنش نظارتی، با هدف کاهش خطرات متعدد از طریق افزایش ایمنی بهره‌برداری از خط لوله و اقدامات حفاظت از محیط زیست، تدوین شده است. از دیدگاه فنی، خوردگی، نقص در ساخت و ساز و ترک خوردگی عموماً شایع‌ترین علل اصلی نشت خط لوله در کانادا هستند که بر نیاز به پروتکل‌های قوی نگهداری و ایمنی تأکید می‌کند. علاوه بر این، اقداماتی برای پیشگیری و واکنش به نشت نفت دریایی، از جمله استفاده از فناوری ماهواره‌ای برای تشخیص و نظارت و پیشرفت علم برای بهبود فناوری‌های پاکسازی، در حال انجام است.

## حفاظت از گونه‌ها

### گونه‌های در معرض خطر و تنوع زیستی
تنوع زیستی گونه‌ها و تعداد جمعیت حیات وحش در کانادا برای دهه‌ها رو به کاهش بوده است. طبق جدیدترین گزارش در کانادا، گونه‌هایی که در معرض خطر انقراض تلقی می‌شوند، در مقایسه با سال ۱۹۷۰، به‌طور متوسط ۵۹ درصد کاهش جمعیت را تجربه کرده‌اند امروزه، بیش از ۶۰۰ گونه گیاهی و جانوری در سراسر کانادا وجود دارد که در فهرست قانون فدرال گونه‌های در معرض خطر قرار دارند. این قانون فدرال از اقدامات متنوعی برای حفاظت از گونه‌های حیات وحش که در معرض خطر انقراض قرار دارند یا در معرض خطر انقراض هستند، استفاده می‌کند. این اقدامات به منظور تشویق تعامل و همکاری بین شهروندان، دولت‌های محلی و مردم بومی طراحی شده‌اند.

### کشتیرانی در مقابل نهنگ‌های قاتل
صدها گونه مختلف در سراسر کانادا در معرض خطر هستند، اما تعداد کمی از آنها به‌طور خاص قابل توجه هستند. نهنگ قاتل ساکن جنوب، که معمولاً با نام نهنگ اورکا شناخته می‌شود، یک شکارچی رأس هرم غذایی در مناطق ساحلی ساحل غربی کانادا و ایالات متحده است. این نهنگ‌ها نقش حیاتی در حفظ انعطاف‌پذیری و سلامت اکوسیستم‌هایی که بخشی از آن هستند، ایفا می‌کنند. با وجود اهمیت آنها، این گونه همچنان با تهدیدهای فزاینده‌ای روبرو است. برخی از مهم‌ترین تهدیدها نتیجه اختلال در زیستگاه ناشی از فعالیت‌های انسانی است. سر و صدای زیر آبی که کشتی‌های دریایی تولید می‌کنند، با توانایی‌های پژواک‌یابی اورکاها تداخل ایجاد می‌کند و بر توانایی آنها در یافتن غذا تأثیر می‌گذارد. فعالیت‌های کشتیرانی همچنین از راه‌های دیگری از جمله نشت نفت، برخورد با کشتی‌ها و آلودگی، بر نهنگ‌های اورکا تأثیر می‌گذارند. در نتیجه این تهدیدها، جمعیت فعلی این گونه در مجموع ۷۱ عدد تخمین زده می‌شود. حفظ آنها برای سلامت دریایی در مناطقی که در آن ساکن هستند بسیار مهم است.

### خرس قطبی
یکی دیگر از گونه‌های مهم در معرض خطر انقراض که باید به آن اشاره کرد، خرس قطبی است. دو سوم خرس‌های قطبی جهان در بخش‌های کانادایی قطب شمال زندگی می‌کنند. خرس‌های قطبی یکی دیگر از شکارچیان رأس هرم هستند که به عنوان شاخص مهمی برای سلامت اکوسیستم‌هایی که بخشی از آن هستند، عمل می‌کنند. بزرگ‌ترین تهدید برای این گونه، از بین رفتن زیستگاه اصلی آنها - یخ دریا - است. یخ دریا جایی است که خرس‌های قطبی توله‌های خود را بزرگ می‌کنند و همچنین زیستگاه منبع غذایی اصلی آنها، فک‌های حلقه‌دار، است. از آنجایی که تغییرات اقلیمی باعث ذوب شدن یخ‌های دریا می‌شود، تعداد جمعیت خرس‌های قطبی به طرز چشمگیری کاهش یافته است و این گونه را به شاخص مستقیمی برای اثرات تغییرات اقلیمی بر منطقه تبدیل می‌کند. در حال حاضر، تخمین زده می‌شود که حدود ۱۶۰۰۰ خرس قطبی در سراسر کانادا وجود داشته باشد.

## حفاظت از منابع

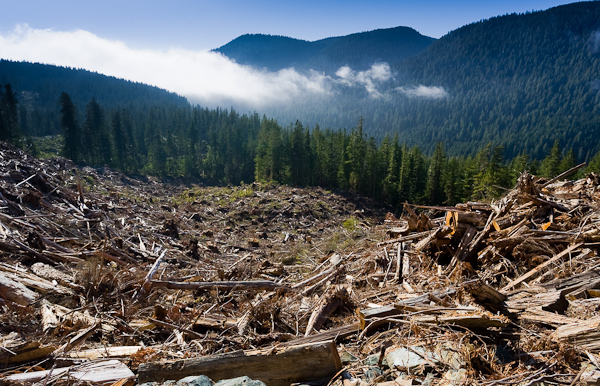
قطع درختان جنگل‌های کهن‌سال درست در خارج از پارک استانی کارمانا والبران در بریتیش کلمبیا

شبکه اقدام جنگل‌های بارانی و گروه‌های بومی برای محافظت از جنگل‌های شمالی کانادا در برابر قطع درختان و استخراج معادن، کمپین‌هایی را آغاز کرده‌اند. در ژوئیه ۲۰۰۸، دولت انتاریو برنامه‌هایی را برای محافظت از بخشی از این منطقه در برابر هرگونه فعالیت صنعتی اعلام کرد.

## ثبت وقایع
در سال ۲۰۲۱، صنعت چوب‌بری حدود ۲۰ مگاتن دی‌اکسید کربن تولید کرد که بیشتر از تولید برق یا انتشار گازهای گلخانه‌ای از ماسه‌های نفتی کانادا است. وقتی صحبت از صنعت چوب‌بری می‌شود، دولت کانادا در گزارش دقیق انتشار گازهای گلخانه‌ای (GHG) کوتاهی کرده است و این امر صنعت چوب‌بری را از پاسخگویی در قبال سهم خود در انتشار گازهای گلخانه‌ای مبری می‌کند. هر ساله، صنعت چوب‌بری حدود نیم میلیون هکتار از جنگل‌های کانادا را از بین می‌برد. این بخش مسئول بیش از ۱۰ درصد از کل انتشار گازهای گلخانه‌ای کشور است. صنعت چوب‌بری کانادا می‌گوید شیوه‌های آن پایدار و بهتر از سایر کشورها است. منتقدان می‌گویند روش‌های فعلی قطع درختان و کاشت مجدد آنها به از بین رفتن قابل توجه جنگل‌ها و کاهش تنوع زیستی و همچنین آزاد شدن کربن در جو منجر می‌شود.
این صنعت با شانه خالی کردن از مسئولیت «پدیده‌های طبیعی» در مورد آتش‌سوزی‌ها و از بین رفتن جنگل‌ها، نقش خود را در مسائل زیست‌محیطی کم‌اهمیت جلوه می‌دهد. انتشار اطلاعات نادرست بر سیاست‌های قطع درختان در کانادا تأثیر گذاشته و سود کوتاه‌مدت را بر حفاظت از محیط زیست اولویت داده است. این امر منجر به نادیده گرفتن اقدامات حفاظتی لازم، مانند حفاظت از زیستگاه‌های گوزن شمالی و مقررات فرسایش زیست‌محیطی شده است. نادیده گرفتن اثرات نامطلوب آن بر جنگل‌ها، جوامع و آب و هوا، دولت کانادا و شرکت‌های چوب‌بری را قادر ساخته است تا همچنان شکاف موجود در ایجاد یک بخش چوب‌بری ایمن از نظر آب و هوا را گسترش دهند.

## معدنکاری

### چاه‌های سوخت فسیلی متروکه
طبق گزارش سازمان تنظیم مقررات انرژی آلبرتا (AER)، تقریباً ۱۷۰٬۰۰۰ حلقه چاه در آلبرتای کانادا متروکه شده‌اند. این چاه‌های «یتیم» تهدیدی برای جوامع و محیط زیست اطراف محسوب می‌شوند. چاه‌های غیرفعال هر چه بیشتر بدون آب بمانند، خطر قابل توجهی را ایجاد می‌کنند. وقتی مواد خطرناک حاصل از این چاه‌ها به درستی مدیریت نشوند، می‌توانند منجر به نشت سموم شیمیایی بی‌شماری شوند. متان گازی بی‌رنگ و بی‌بو است که توانایی‌های به دام انداختن گرما را به طرز چشمگیری بیشتر از CO2 دارد و به دلیل ترکیباتش، متان می‌تواند سال‌ها ناشناخته باقی بماند. انجمن طبیعت‌گردی همچنین اظهار می‌کند که این امر منجر به تأثیرات منفی بی‌شماری بر سلامت می‌شود، از جمله سرطان، زایمان زودرس و آسم. علاوه بر این، سایر سموم غیرقابل تشخیص که از چاه‌های رها شده آزاد می‌شوند، به تدریج زیستگاه‌های حیات وحش را به همراه هوا و آب مسموم می‌کنند.
معمولاً شرکت‌ها باید الزامات قانون حفاظت و بهبود محیط زیست آلبرتا (EPEA) را برای این مکان‌های متروکه رعایت کنند. فرایند احیای این مکان‌ها نیازمند معیارهای خاصی است که با ارزیابی جامع مکان که میزان آلودگی و خطرات بالقوه زیست‌محیطی را تعیین می‌کند، آغاز می‌شود. از آنجا، این سایت‌ها باید یک طرح احیا ایجاد کنند که استراتژی‌هایی را برای بازگرداندن سایت متروکه به یک وضعیت مفید و ایمن ترسیم کند. بر اساس مقیاس پروژه، باید مجوزهایی وجود داشته باشد تا اطمینان حاصل شود که کار احیا با قوانین و استانداردهای مربوطه مطابقت دارد.
EPEA مجموعه الزامات خاصی برای پاکسازی مکان‌های آلوده دارد که اغلب مستلزم نظارت و گزارش‌دهی مداوم برای اطمینان از اجرای برنامه‌های احیا است. این پروژه‌ها طاقت‌فرسا هستند و تکمیل آنها می‌تواند سال‌ها یا دهه‌ها طول بکشد. تا سال ۲۰۲۰، دفتر بودجه پارلمان کانادا (PBO) تخمین زده است که این پروژه‌های پاکسازی چاه‌های متروکه حدود ۳۶۱ میلیون دلار هزینه داشته است. تخمین زده می‌شود که تا سال ۲۰۲۵، فرایند پاکسازی به حدود ۱٫۱ میلیارد دلار برسد.

## برای مطالعهٔ بیشتر
- آداموویچ، ویکتور. «تأملات در مورد سیاست زیست‌محیطی در کانادا». مجله کانادایی اقتصاد کشاورزی 55.1 (2007). آنلاین
- برانت، جیمز پی. و همکاران. «مقدمه‌ای بر منطقه شمالی کانادا: فرآیندهای اکوسیستم، سلامت، پایداری و مسائل زیست‌محیطی». بررسی‌های زیست‌محیطی 21.4 (2013): 207-226. آنلاین
- کالدول، لینتون کی. «چالش‌های نوظهور زیست‌محیطی مرزی و مسائل نهادی: کانادا و ایالات متحده». مجله منابع طبیعی ۳۳.1 (1993): ۹–۳۱.
- دورن، جی. بروس، و توماس کانوی. سبز شدن کانادا: نهادها و تصمیمات فدرال (انتشارات دانشگاه تورنتو، ۱۹۹۶)
- دانبار، ام.جی. محیط زیست و عقل سلیم: مقدمه‌ای بر آسیب‌ها و کنترل محیط زیست در کانادا (انتشارات دانشگاه مک‌گیل-کوئین، ۱۹۷۱)
- فاستر، جی. کار برای حیات وحش: آغاز حفاظت از محیط زیست در کانادا (۱۹۷۸).
- هودارت-کندی، امیلی و همکاران. «تفاوت‌های روستایی-شهری در دغدغه‌های زیست‌محیطی در کانادا». جامعه‌شناسی روستایی 74.3 (2009): 309-329. آنلاین
- هامل، مونته. «جنبش زیست‌محیطی در کانادا» دایرةالمعارف کانادا (۲۰۱۰) آنلاین
- لوان-ترودو، گرگوری. «از سکوت تا مقاومت: درک تعامل مربیان با مسائل زیست‌محیطی بومی در کانادا». تحقیقات آموزش محیط زیست 25.1 (2019): 62-74. آنلاین
- لوان-ترودو، گرگوری و ترزا فاولر. «بررسی مسائل زیست‌محیطی بومی در برنامه‌های درسی کانادا: تحلیل گفتمان انتقادی». مجله انجمن کانادایی مطالعات برنامه درسی 19.1 (2021): 103-128. آنلاین
- مک‌داول، ال.اس. ، تاریخ زیست‌محیطی کانادا (۲۰۱۲). گزیده، یک تاریخ علمی مهم
- مک‌لئود، رودریک ام. «مسائل کلیدی زیست‌محیطی برای دهه ۱۹۹۰ و پس از آن در کانادا». مجله حقوقی کانادا-ایالات متحده ۱۸ (۱۹۹۲): ۲۳+ آنلاین.
- مک‌فارلین، دانیل. متحدان طبیعی، محیط زیست، انرژی و تاریخ روابط ایالات متحده و کانادا (انتشارات دانشگاه مک‌گیل-کوئین، ۲۰۲۳)
- مایرز، هدر. «محیط در حال تغییر، زمان در حال تغییر، مسائل زیست‌محیطی و اقدامات سیاسی در شمال کانادا.» محیط زیست: علم و سیاست برای توسعه پایدار ۴۳.6 (2001): ۳۲–۴۴.
- نیکول، جی.آی. جنبش پارک‌های ملی در کانادا (۱۹۶۹).
- ریوارد، کریستین و همکاران. «مروری بر تولید گاز شیل کانادا و نگرانی‌های زیست‌محیطی». مجله بین‌المللی زمین‌شناسی زغال‌سنگ 126 (2014): 64-76. آنلاین
- تونر، گلن و جیمز میدوکرافت. نوآوری، علم، محیط زیست ۱۹۸۷–۲۰۰۷ (انتشارات دانشگاه مک‌گیل-کوئین، ۲۰۰۹)
- ژو، مین. «تحلیلی چندبعدی از دغدغه‌های زیست‌محیطی عمومی در کانادا». مجله جامعه‌شناسی کانادا/Revue canadienne de sociologie 50.4 (2013): 453-481.